# Michelle Phillips
Holly Michelle Gilliam (Long Beach, 4 de junho de 1944) conhecida como Michelle Phillips, é uma cantora, atriz, compositora e modelo norte-americana. Conhecida por ter feito parte do grupo vocal dos anos 60 The Mamas & The Papas, sendo a única ex-integrante ainda viva.

## Biografia

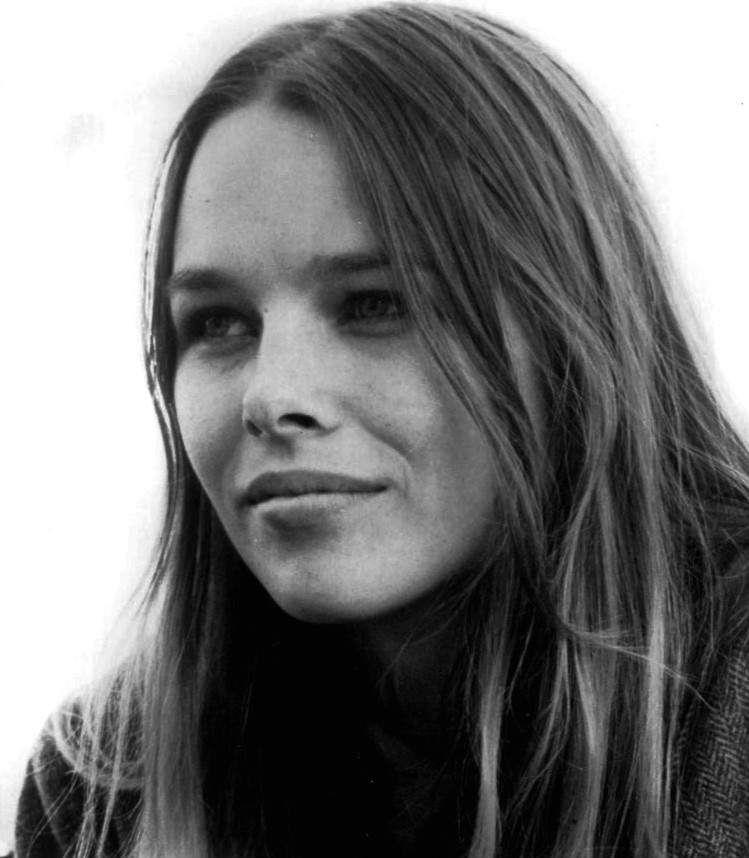
Michelle Phillips em 1967

Michelle Phillips nasceu em Long Beach, Califórnia. Filha da contadora Joyce Leon e do marinheiro mercante Burnett Gardner Gilliam. Passou parte da sua infância na Cidade do México, onde seu pai cursava faculdade no GI Bill. 

## Vida pessoal
Ela conheceu John Phillips, enquanto ele estava em turnê na Califórnia com sua banda Journeymen, e se apaixonaram. John se divorciou de sua então esposa e casou-se com Michelle em 31 de dezembro de 1962, quando tinha apenas 18 anos. Em 12 de fevereiro de 1968, ela deu à luz Chynna Phillips, vocalista do trio pop da década de 1990, Wilson Phillips. O casal se divorciou em 1970. Ainda em 1970, Phillips casou com o ator Dennis Hopper, mas o casamento foi anulado com oito dias, depois de Hopper ter ameaçado Michelle com uma arma.
Também tem um filho com Grainger Hines, chamado Devereux Austin Hines.

## Carreira

### Carreira musical

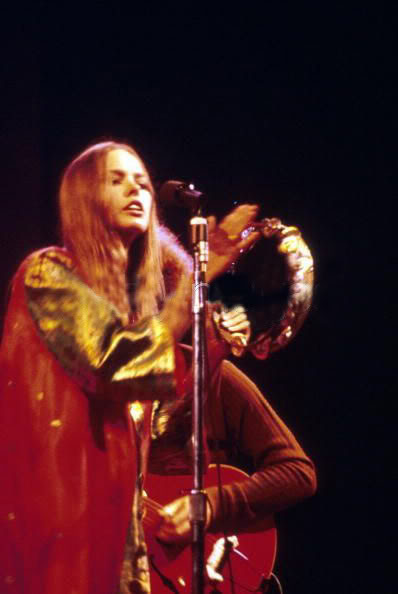
Michelle se apresentando com o The Mamas & the Papas no Festival Pop de Monterey, em 1967.

Entrou no grupo The Mamas & the Papas, aos 16 anos e co-escreveu alguns dos hits da banda, incluindo "Creeque Alley" e "California Dreamin", em 1968, o grupo acabou.  Durante 1970, Phillips cantou em uma excursão de Leonard Cohen.  
Em 1973, Phillips gravou os vocais como uma líder de torcida junto com Darlene Love, de Cheech & Chong, o single "Basketball Jones", que alcançou o décimo quinto lugar na parada de singles da Billboard. Em 1975, Phillips assinou um contrato de gravação solo com a A & M Records e lançaram um single promocional, "Aloha Louie", que ela escreveu com o ex-marido, John Phillips. Phillips lançou seu primeiro single solo, em 1976, "No Love Today". 
Em 24 de agosto de 1976, Phillips cantou "No Love Today" no Mike Douglas Show. Em 1977, Phillips lançou seu primeiro álbum solo, produzido por Jack Nitzsche para a A & M Records. Seus dois primeiros singles do álbum solo não conseguiu conquistar as paradas de música nos EUA. Naquele ano, ela cantou com sua ex-enteada, a atriz Mackenzie Phillips em "Guerreiro Zulu", do álbum solo do segundo ex-marido, Pay Pack & Siga, que foi lançado em 2001. 
Em 1979, ela gravou a música "Forever" para a trilha sonora do filme de California Dreaming, um filme de surf que não tinha nada a ver com a sua antiga banda. No final de 1987, Phillips cantou em um número com Belinda Carlisle, "Heaven Is a Place on Earth", bem como no álbum de Carlisle, Céu na Terra. 
Em 12 de janeiro de 1998, Phillips foi introduzida no Rock and Roll Hall of Fame, em Nova York, com seus companheiros de banda. Pela primeira vez em mais de duas décadas Michelle cantava novamente "California Dreamin" dividindo o palco com Denny Doherty e John Phillips. Phillips foi posteriormente introduzido no Grupo Vocal Hall of Fame em 2000 (para o Mamas & Papas), onde ela cantou ao vivo com Denny Doherty, sem John. 
Em 29 de março de 2001, Phillips estava entre as artistas no The Roxy Theatre, em Hollywood, Califórnia, para um tributo memorial a John Phillips. Michelle cantou ao vivo com Scott McKenzie e Denny Doherty em dois números. Também participaram do evento Lou Adler, The Mamas & the Papas, entre as três centenas de outros convidados.

### Carreira de atriz

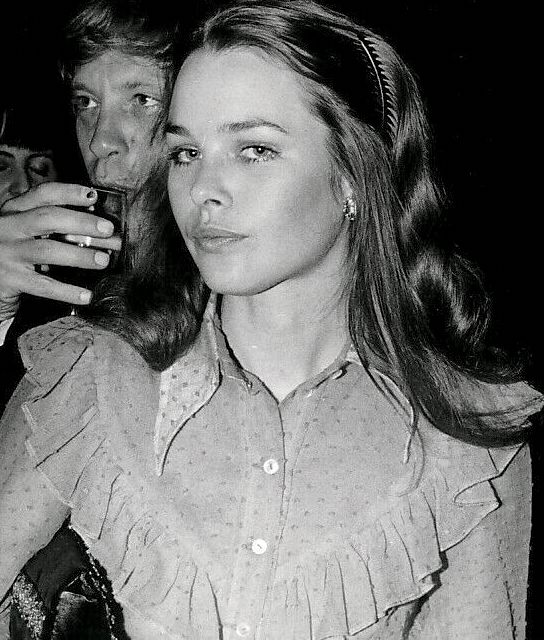
Michelle Phillips no Prêmios Globo de Ouro em 1971

Phillips começou a atuar na década de 1970 e continua a atuar no cinema e na televisão. Ela foi introduzida em 1973 como a namorada de John Dillinger, Billie Frechette. Em 1974, ela foi destaque no The Kid Califórnia, com Martin Sheen. Em 1977, ela interpretou a segunda esposa de Rodolfo Valentino, Natacha Rambova no filme de Ken Russell, "Valentino". Phillips também interpretou a princesa sereia Nyah em três episódios de A Ilha da Fantasia. 
Ela tem feito participações especiais em programas como "Spin City" e "Star Trek: The Next Generation (onde ela apareceu no episódio" We'll Always Have Paris "como um antigo interesse amoroso do capitão Picard). Ela fez uma participação na série televisiva "The Magnificent Seven, onde viveu Maude Standish, a mãe de uma das Sete. Recentemente, Michelle Phillips tem atuado no seriado 7th Heaven como Lily Jackson, irmã de Annie matriarca da família Jackson Camden (Catherine Hicks). Ela interpretou Laura Collins no filme de 1996 de televisão "Ninguém diria". 
Phillips atuou por várias temporadas em Knots Landing como Anne W. Sumner Matheson, vivendo a mãe do futuro da estrela de Desperate Housewives, Nicollette Sheridan (um papel que Phillips voltou a 1997 para a TV do filme Knots Landing: Voltar para o Cul-de-Sac). Em meados da década de 1990 ela interpretou Abby Malone, mãe de Valerie (Tiffani-Amber Thiessen), em Barrados no Baile. Em 1999, ela participou do filme autobiográfico de Nansi Nevins, vocalista da banda Sweetwater, Na Estrada do Rock, no qual interpretou, junto com Amy Jo Johnson, Nansi Nevins em diferentes fases da vida. O filme é até hoje o mais bem sucedido produzido pelo canal VH1.

## Trabalhos famosos

### The Mamas and the Papas
- If You Can Believe Your Eyes and Ears, 1966
- The Mamas and The Papas, 1967
- Farewell to First Golden Era, MCA, 1968
- The Papas and The Mamas, MCA, 1987
- Deliver, MCA, 1987
- Creeque Alley/The History of The Mamas and the Papas, MCA, 1991
- Also recorded The Best of The Mamas and the Papas, 16 GreatestHits, and 16 of Their Greatest Hits, all for MCA

### Solo
- Victim of Romance, A&M, 1977

### Livros
- California Dreamin': The Story of The Mamas and the Papas, WarnerBooks, 1986

### Séries
- Officer Casey Hunt, Ladies in Blue, CBS, 1980-1981
- Ann W. Matheson, Knots Landing, CBS, 1987 1990-1993
- Joanna, Second Chances, CBS, 1993-1994
- Suki Walker, Malibu Shores, CBS, 1996
- Voice of Raven, Spin City, 1997

### Filmes
- Maggie, The California Kid, ABC, 1974
- Joyce Kreski, The Death Squad, ABC, 1974
- Marina Brent, The Users, ABC, 1978
- Meredith Tyne, Moonlight, CBS, 1982
- Chris Jameson, Murder Me, Murder You, CBS, 1983
- Katie Jordan, Secrets of a Married Man, NBC, 1984
- Claire Noble, Covenant, NBC, 1985
- Paint Me a Murder, USA Network, 1985
- Jennifer Clayton, Stark: Mirror Image, CBS, 1986
- Madge Evers, Assault and Matrimony, NBC, 1987
- Susanna Hollander, Trenchcoat in Paradise, CBS, 1989
- Jordonna, Rubdown, USA Network, 1993
- Laura Collins, No One Would Tell, NBC, 1996
- Gloria Osborne, Aspen, NBC, 1977
- Jennie Barber, The French Atlantic Affair, ABC, 1979
- Anne Matheson, Knots Landing: Back to the Cul-de-Sac, CBS, 1997
- The Mississippi, CBS, 1983
- Woman, Santa Barbara, 1985
- Sweetwater: A True Rock Story, VH1, 1999